# Route nationale 681
La route nationale 681 ou RN 681 était une route nationale française reliant Cressensac au Bourg. À la suite de la réforme de 1972, son parcours a été repris par la RN 140 qui a finalement été déclassée en RD 840 en 2006.

## Ancien tracé de Cressensac au Bourg (D 840)
- Cressensac (km 0) D 840
- Malastrèges, (commune de Cuisance) (km 6)
- Martel (km 12)
- Montvalent (km 21)
- Gramat (km 36)
- L'Hôpital, (commune d'Issendolus(km 43)
- Rudelle (km 51)
- Le Bourg (km 53) D 840